# Podranea ricasoliana
Espèce
Synonymes
- Pandorea ricasoliana  	 (Tanfani) K.Schum
- Tecomaria ricasoliana  	(Tanfani) Kraenzl
- Tecoma ricasoliana  	  Tanfani

Podranea ricasoliana, appelée la Bignone rose, est une espèce de plantes à fleurs du genre Podranea, originaire d'Afrique du Sud, du Malawi, du Mozambique et de Zambie. Elle  a remporté le prix du mérite du jardin de la Royal Horticultural Society.

## Description

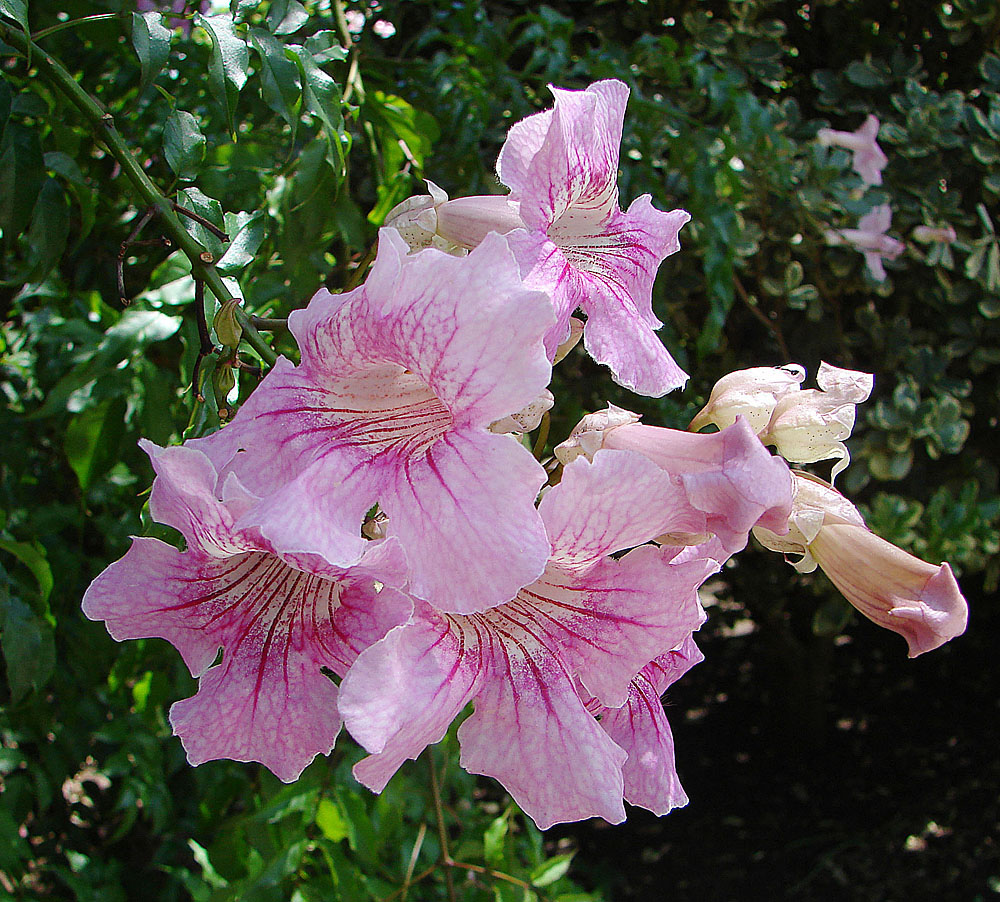
Fleurs de Bignone rose.

La Bignone rose est un arbrisseau grimpant persistant aux tiges ligneuses et volubiles, dépourvues de vrilles, pouvant atteindre une hauteur de 5 m. Les feuilles sont opposées, mesurant jusqu'à 25 cm de long, elles sont imparipennées et composées de cinq à treize folioles ovales, de lancéolées-ovales à largement oblongues-elliptiques, pointues, de longues de 2–7 cm et larges de 1–3 cm ou un peu plus grandes sur les nouvelles pousses. Les feuilles sont vert foncé, avec une marge quelque peu dentée, une base cunéiforme, souvent quelque peu asymétrique, et un sommet acuminé court à long. Le pétiole mesure 0,8 à 1 cm de long.

### Inflorescence
Les fleurs roses ont des rayures rougeâtres au centre, veinées plus foncées dans la gorge, elles sont en panicules terminales, et sont en forme de cloche, à cinq lobes (bien que globalement avec deux lèvres plus prononcées), fortement parfumées elles atteignent une taille allant jusqu'à 7,5 × 7,5 cm. Le tube de la corolle a deux étamines longues et deux courtes. Le calice est large en forme de cloche, de couleur claire, de 1,5 à 2 cm de long, divisé à mi-chemin par cinq dents pointues. La corolle mesure 15 à 20 cm de haut et de large avec un ourlet étalé à cinq pans ; elle est rose pâle à blanc jaune, avec des rayures et des taches rouge rosâtre à l'intérieur et s'élargit en forme de cloche à partir de la base étroite.
Les fruits sont des capsules cylindriques mesurant jusqu'à 40 cm de long, qui s'ouvrent de manière bivalve à maturité, libérant de nombreuses graines ailées.

## Distribution
La Bignone rose est originaire d'Afrique du Sud ; là, l'espèce est endémique dans la région de Port St. Johns (entre East London et Durban) à l'embouchure de la rivière Mzimvubu (mais on soupçonne également que l'espèce est originaire d'Afrique de l'Est).
Elle a été introduite en Algérie, en Espagne, dans le sud de la France, aux îles Canaries, à Sainte-Hélène, à Hawaï, en Bolivie, en Amérique centrale, au Mexique et dans de nombreuses îles des Caraïbes.

## Espèce envahissante
L'espèce est considérée comme envahissante en Australie, en Nouvelle-Zélande et à Hawaï. Son port vigoureux et ses masses denses de feuillage et de branchage ont tendance à étouffer la végétation environnante. La plante peut supporter des températures jusqu'à -5 °C ,.

## Galerie

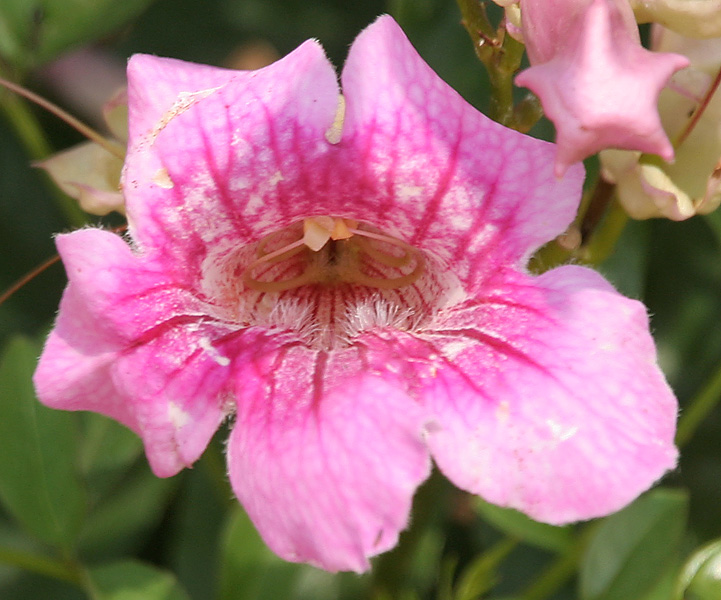
Gros plan de la fleur.
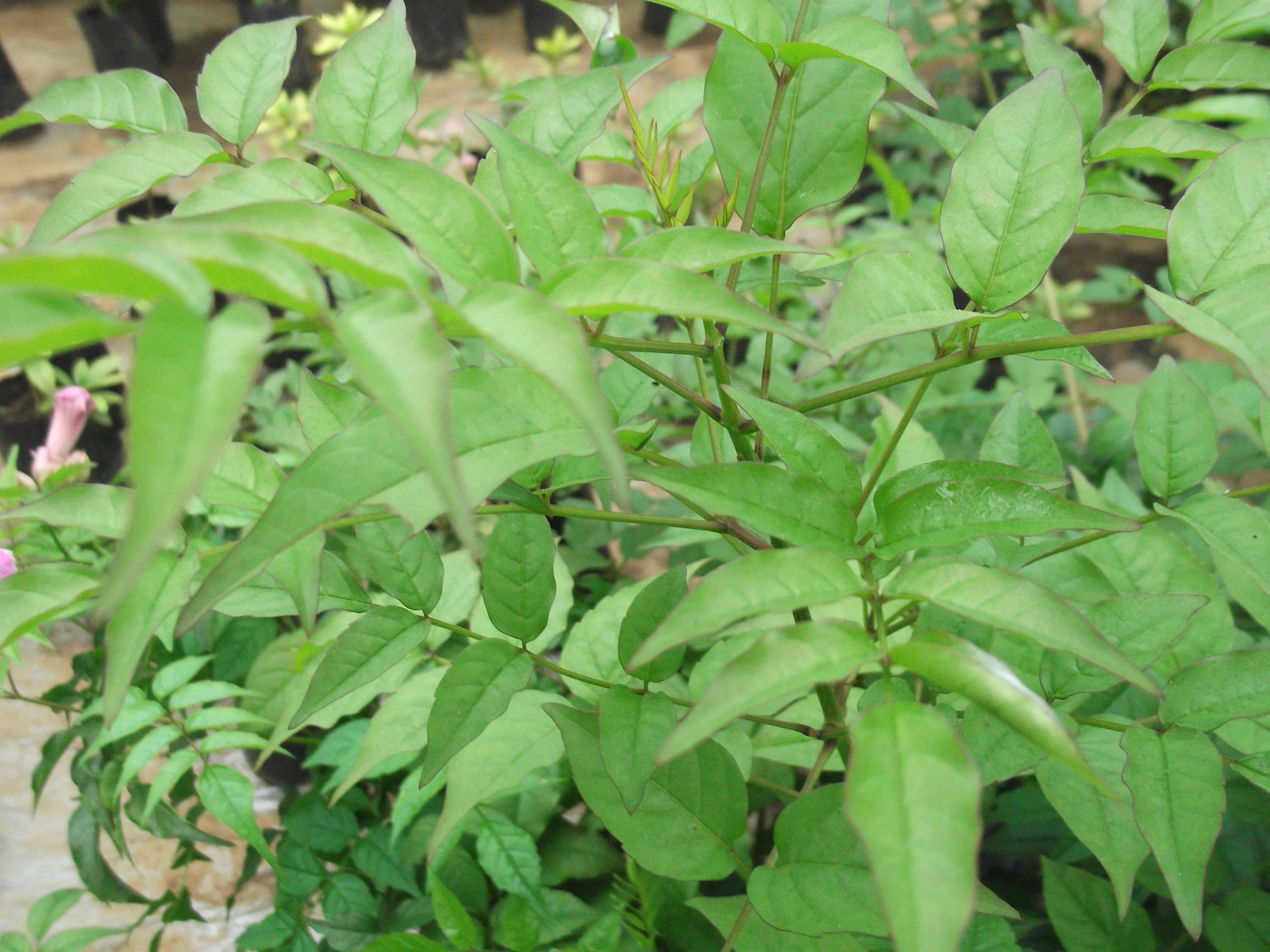
Feuilles.
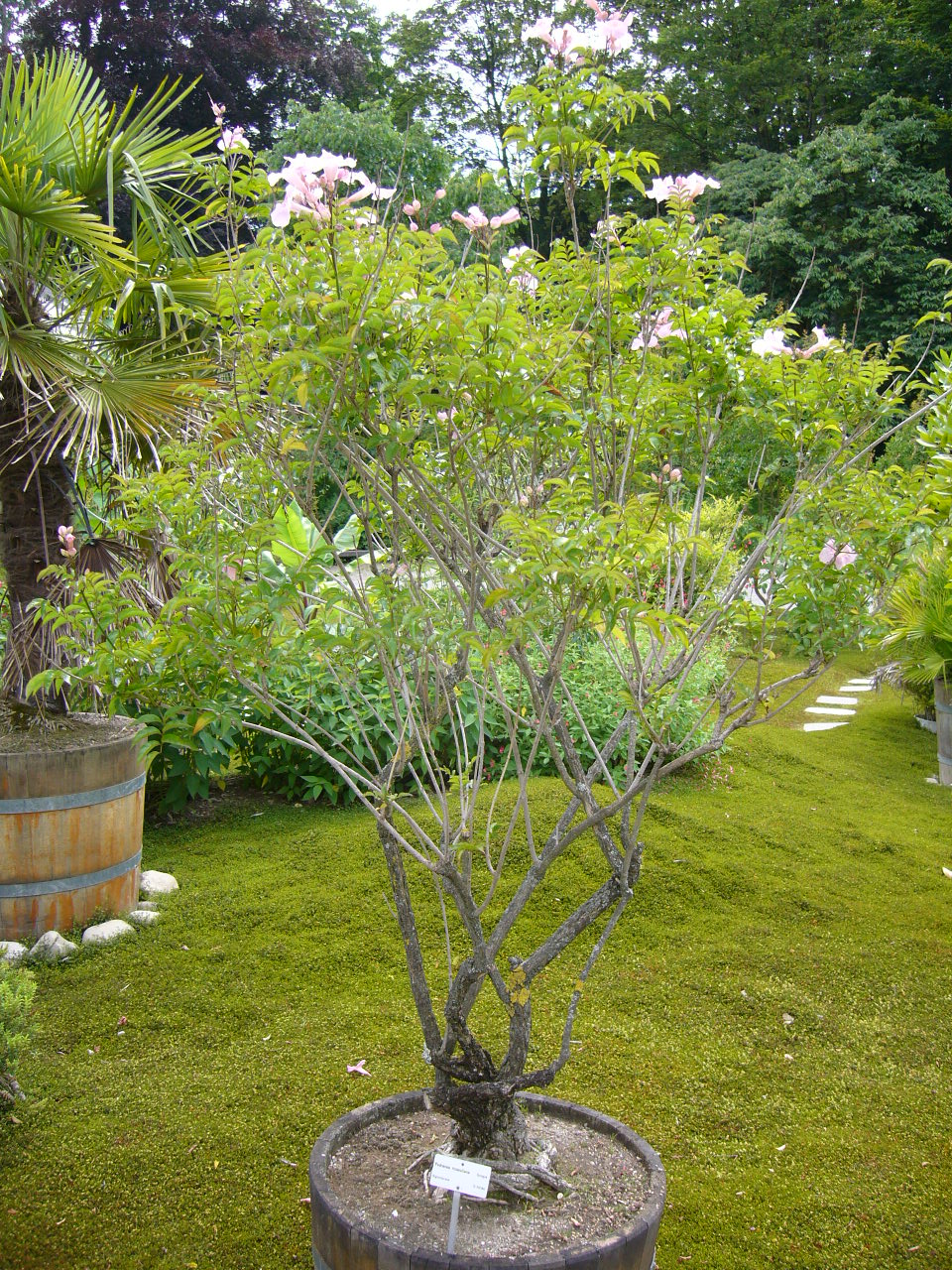
Formation en arbuste.
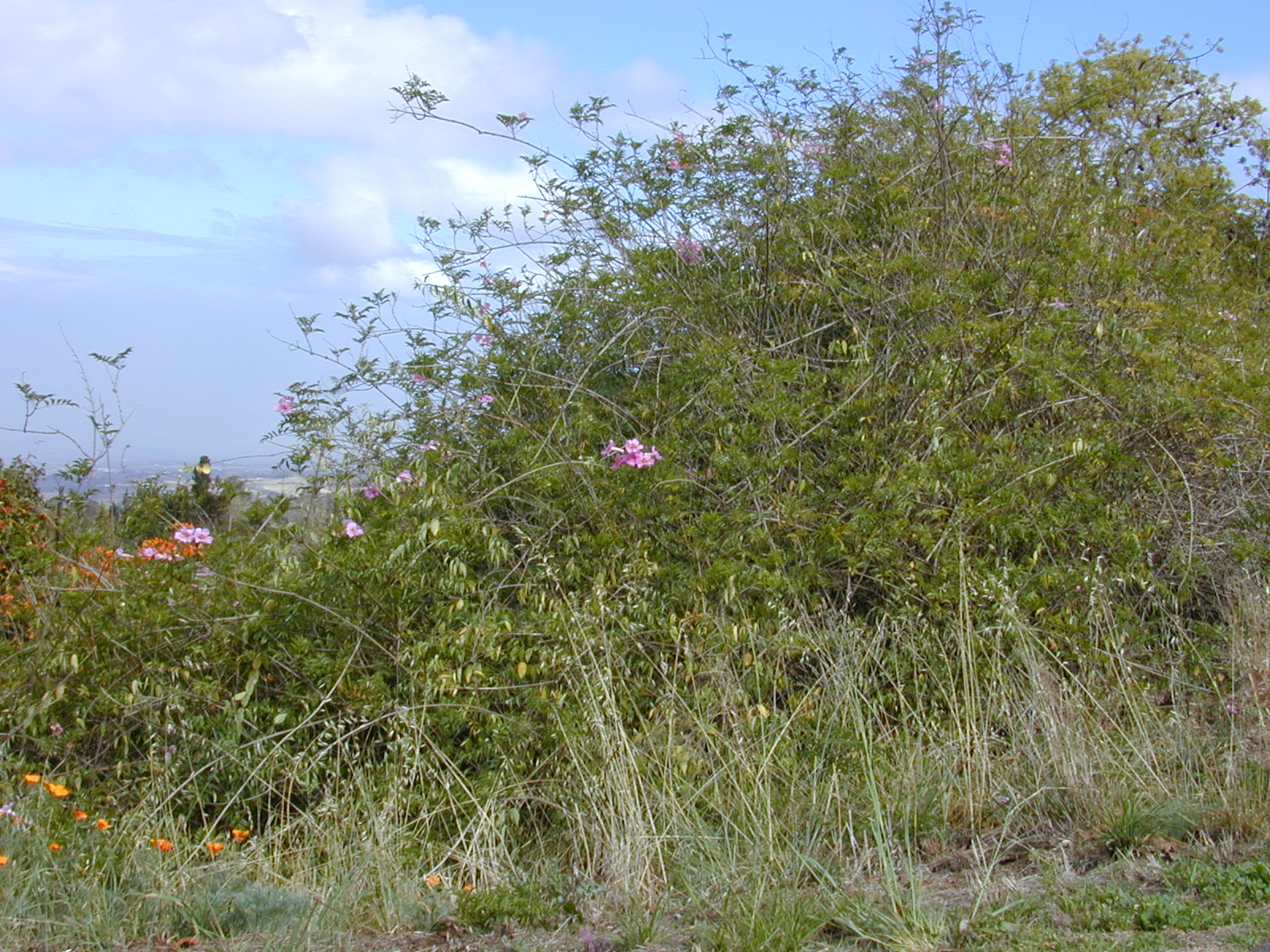
Envahissement à Hawaï.
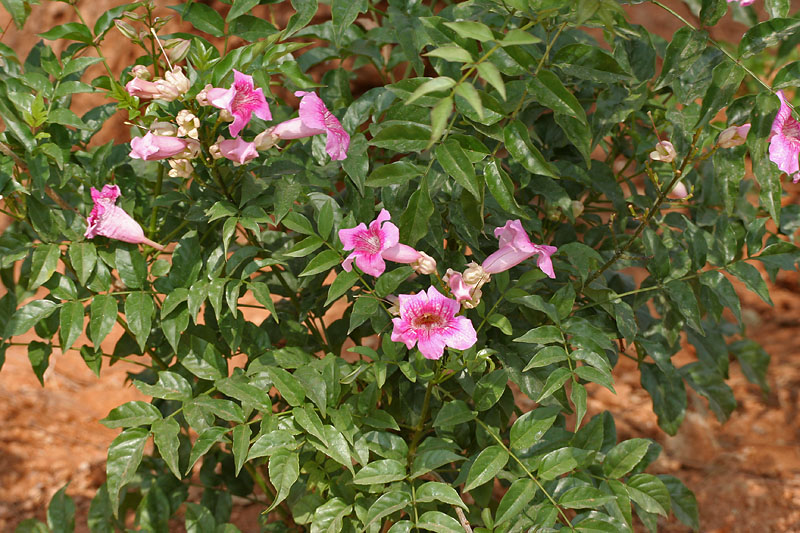
Hyderabad en Inde.
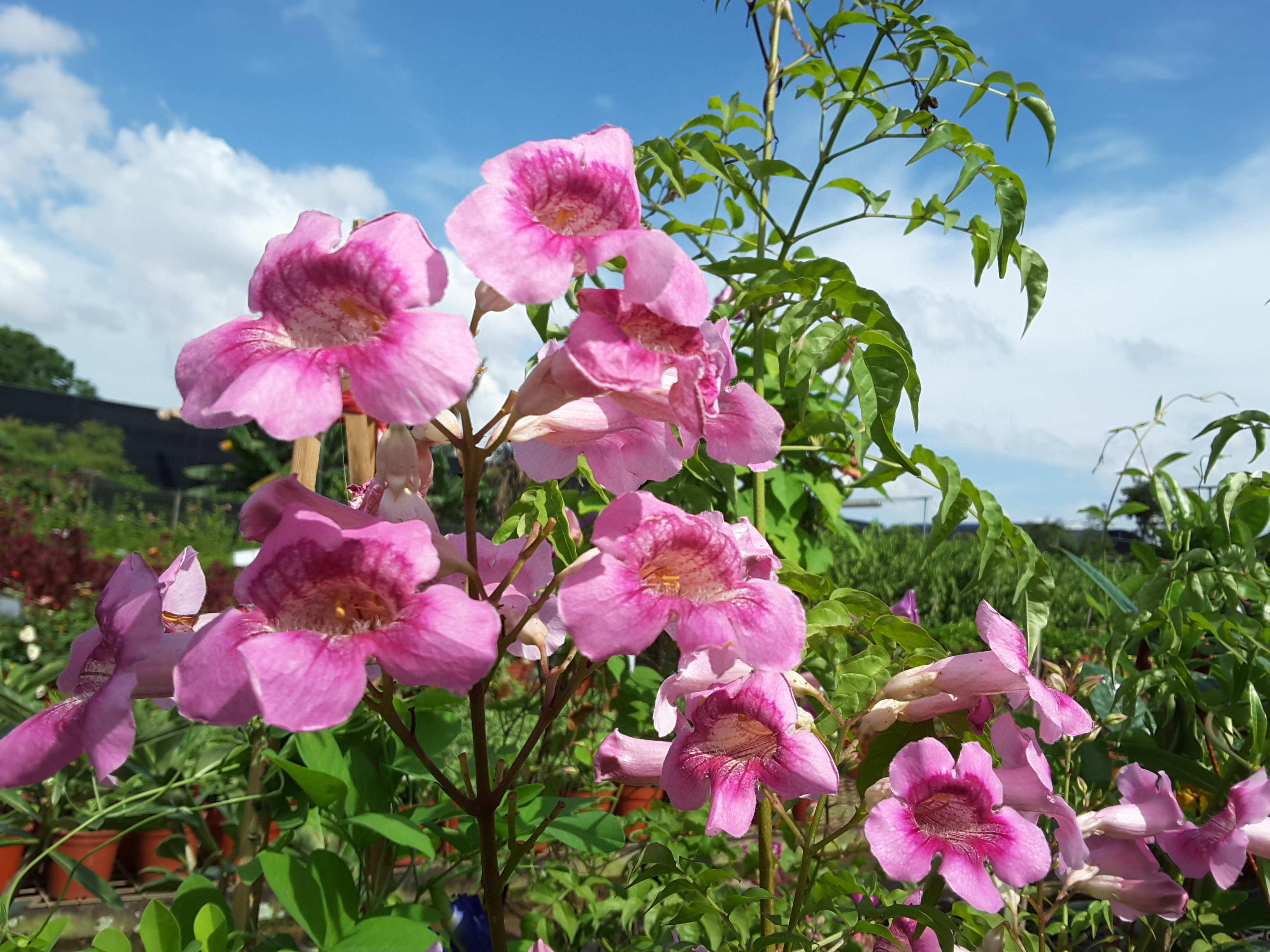
Dans un maquis.
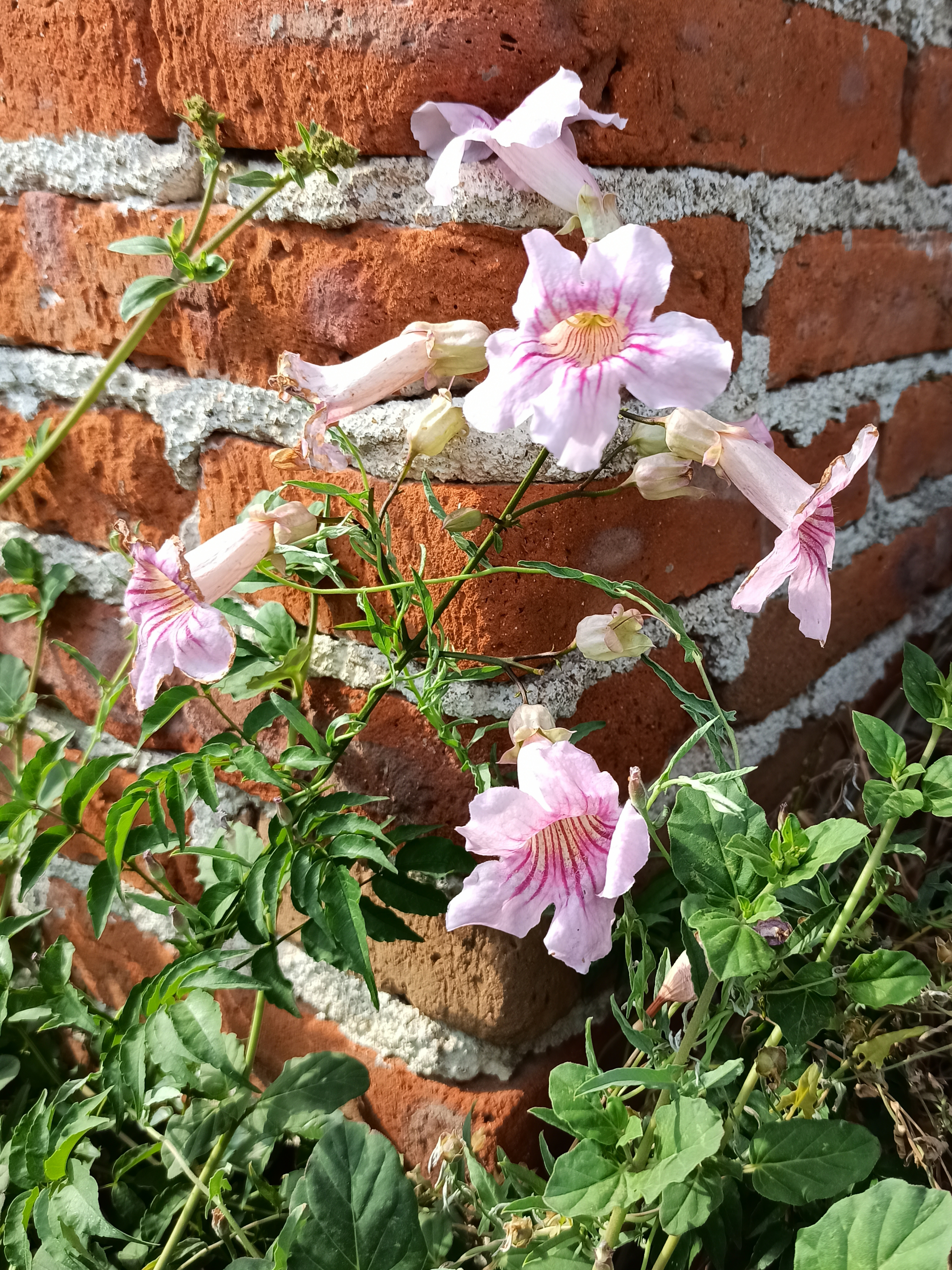
À l'assaut d'un mur.